# ماریوس نوبیسی
ماریوس نوبیسی (انگلیسی: Marius Noubissi؛ زادهٔ ۲۸ نوامبر ۱۹۹۶) بازیکن فوتبال اهل کامرون است.